# 約書亞·沃倫
約書亞·沃倫（英語：Josiah Warren，1798年6月26日—1874年4月14日），美國的空想社会主义者、个人主义哲学家、博学家、社会改革家、發明家、音乐家、印刷业人士和作家。他被一些人視為美國的第一名无政府主义者，而他在1833年開始出版的期刊《The Peaceful Revolutionist》則是第一本由無政府主義者定期出版的期刊。他被班傑明·塔克稱為是第一名批評資本主義的社會主義始祖，選擇以無政府和個人主義的方式來對抗獨裁主義形式的社會主義。塔克在他的論文集《Instead of a Book》中紀念沃倫道：「我的朋友和老師...他的教導成為我生命中所見的第一盞光明」。塔克稱沃倫是「第一名提倡並且公式化了無政府主義的原則的人。」

## 生平
1798年，沃伦生于麻薩諸塞州波士顿，是约翰·沃伦（1555–1613）的后裔。1825年，沃伦參與了罗伯特·欧文所領導的移民社區實驗，試圖建立一個和諧的集體主義社區，這個實驗後來以失敗告終。在他對於實驗失敗的檢討結論中，他激烈的主張應該改採個人主義和私人財產的制度，並且大力提倡個人的消極自由：
社會必須改變為保護每個個人的主權不受侵犯。所有可能連結或結合人與人之間的制度，以及所有其他可能造成個人無法隨時自由行動和自由處置財產的制度—只要這種行動沒有干涉到其他人的同等權利，都必須加以避免。
沃倫宣稱：「只要去除了政府，我們便排除了對於人類權利的最大威脅。」
沃倫也創造了「成本即為價格限制」這一名言，他認為將一件商品的價格調高超過生產的成本是不道德的。他依據這個理論創辦了一個實驗性的商店，稱之為「辛辛那提時代商店」（Cincinnati Time Store），以協助勞動的證明票證作為貨幣進行貿易。這個實驗商店最後證明相當成功並且持續營業了三年，直到後來沃倫進一步創建了更大的互助主義實驗性社區為止。

## 外部連結
- 沃倫的兒子George W. Warren所著的傳記 （页面存档备份，存于）
- "宣言"[永久]
- Equitable Commerce 由 約書亞·沃倫
- Plan of the Cincinnati Labor for Labor Store 由 約書亞·沃倫
- True Civilization 由 約書亞·沃倫 （页面存档备份，存于）
- Josiah Warren: The First American Anarchist, 由 William Bailie
- Josiah Warren and the Sovereignty of the Individual 由 Ann Caldwell Butler （页面存档备份，存于）
- （页面存档备份，存于）